# Schnappatmung
Schnappatmung bezeichnet in der Medizin eine schwere lebensbedrohliche Atemstörung bei tief Bewusstlosen, die oft dem Atemstillstand vorausgeht. Die Schnappatmung ist gekennzeichnet durch einzelne schnappende Atemzüge, zwischen denen lange Pausen liegen. In der Laienreanimation wird die Schnappatmung oft nicht als bedrohlicher Zustand erkannt.

## Zeichen der Schnappatmung
Der Begriff Schnappatmung wird zunächst nur von der Beobachtung des Atemmusters her verwendet. Typisch für eine Schnappatmung sind relativ gut erkennbare Atemzüge, da die Atemhilfsmuskulatur mit eingesetzt wird und der Mund zum Atemholen geöffnet wird.
Gleichzeitig ist der Betroffene blass oder blau (zyanotisch) angelaufen. Die Atemfrequenz ist reduziert und liegt meist unter 10/min.
Oft liegt wegen des abfallenden Sauerstoffspiegels im Blut bereits eine Eintrübung vor. Die Zunge fällt oft zurück und das Atemzugvolumen ist zu gering.
Die Atmung ist stoßhaft, beim Einatmen durch den Mund wird der Kopf nach hinten gebeugt, ausgeatmet wird durch die Nase und den Mund und der Kopf sinkt wieder nach vorne. Begleitet wird die Schnappatmung bei geöffnetem Mund durch ein Auf- und Abwärtsbewegen des Kehlkopfes.

## Ursachen der Schnappatmung
Alle Ursachen eines Atemstillstandes können auch bei der Schnappatmung ursächlich sein.
- Überdosierung von Schlafmitteln oder Opiaten
- Schwere Lungenerkrankung
- Schwere Herzinsuffizienz
- Stark hochgedrückte Zwerchfelle durch Raumforderungen im Bauchraum

Die Schnappatmung tritt außerdem kurz vor dem Tod ein und steht für die letzten Atemzüge von Sterbenden (agonale Atmung).

## Pathophysiologie
Wahrscheinlich beruht die Schnappatmung auf Zwerchfellkontraktionen, die bei ausgeprägtem Abfall des Sauerstoffpartialdrucks im Blut unter etwa 20 mm Hg auftreten. Begründet liegt der pathophysiologische Mechanismus dieses Atemtypus in der im Vergleich zu den für die Exspiration verantwortlichen Neurone des Hirnstamms relativ größeren Hypoxietoleranz der inspiratorischen Neurone.

## Behandlung
Die Schnappatmung bedarf der sofortigen Behandlung.
- Freimachen der Atemwege
- Sofortige Reanimation (Laien: BLS-AED Schema, nach ERC 2010, da „Atmung nicht normal“)
- Beutel-Masken-Beatmung
- wenn möglich: Sauerstoffgabe
- wenn möglich: Sicherung der Atemwege. Bei erfahrenem Personal z. B. durch sofortige Endotracheale Intubation
- Flumazenil als Gegenmittel gegen Benzodiazepinpräparate (zum Ausschluss einer Schlafmittelüberdosierung)
- Naloxon als Gegenmittel gegen Opiate
- Atemanaleptika wie Theophyllin